# San Nicolás en Cárcel (título cardenalicio)
El título cardenalicio de Nicolás en Cárcel fue creado por el Papa Gregorio III en 731 cerca de la cárcel Decemvirale para asistir a los encarcelados. Fue creado junto al titulus de Santa María en Pórtico de Octavia para sustituir a los de Santos Bonifacio y Alejo que fue elevado a presbiteral y el de Santos Nereo y Aquileo que había sido suprimido.

## Titulares
- Ugo d'Alatri (1099-1117)
- Crisogono Malcondini (o Costantino) (1117- circa 1123)
- Giovanni Dauferio (1122-1130; después del cónclave de 1130 siguió obediencia al antipapa Anacleto II hasta 1133
- Ottaviano de Monticello (1138 - 2 de marzo de 1151) Fue elegido antipapa Victor IV
- Vacante (1151 1190)
- Egidio di Anagni (1190 1194)
- Vacante (1195 1198)
- Gerardo (diciembre 1198 - 1199)
- Vacante (1199 - 1205)
- Guido Pierleone (1205 - 18 de diciembre de 1221)
- Vacante (1221 - 1227)
- Ottone di Monteferrato (o Othon de Montferrat) (18 de septiembre de 1227 - 28 de mayo de 1244)
- Giovanni Gaetano Orsini (28 de mayo de 1244 - 25 de noviembre de 1277) Elegido papa Nicolás III
- Vacante (1277 - 1281)
- Benedetto Caetani (12 de abril de 1281 - 24 de diciembre de 1294) Elegido papa Bonifacio VIII
- Guglielmo Longhi (18 de septiembre de 1294 - 9 de abril de 1319)
- Vacante (1319 - 1381)
- Landolfo Maramaldo (21 de diciembre de 1381 - 16 de octubre de 1415)
- Vacante (1415 - 1456)
- Rodrigo Borgia (17 de septiembre de 1456 - 30 de agosto de 1471) Fue elegido papa Alejandro VI
- Giovanni Battista Savelli (17 de marzo de 1484 - 1498)
- Vacante (1498 - 1500)
- Amanieu d'Albret (5 de octubre de 1500 - 20 de diciembre de 1520)
- Vacante (1520 - 1531)
- Íñigo López de Mendoza y Zúñiga (21 de junio de 1531 - 15 de enero de 1537)
- Rodrigo Luis de Borja y de Castre-Pinós (15 de enero de 1537 - 6 de agosto de 1537)
- Niccolò Caetani (16 de abril de 1538 - 9 de marzo de 1552)
- Giacomo Savelli (9 de marzo de 1552 - 16 de diciembre de 1558)
- Giovanni Battista Consiglieri (16 de diciembre de 1558 - 25 de agosto de 1559)
- Carlos Carafa (31 de enero de 1560 - 4 de marzo de 1561)
- Francesco Gonzaga (10 de marzo de 1561 - 16 de julio de 1562)
- Georges d'Armagnac, título pro illa vice (16 de julio de 1562 - 10 de julio de 1585)
- Francesco Sforza (29 de julio de 1585 - 5 de diciembre de 1588)
- Ascanio Colonna (5 de diciembre de 1588 - 14 de enero de 1591)
- Federico Borromeo seniore (14 de enero de 1591 - 17 de septiembre de 1593)
- Pietro Aldobrandini (3 de noviembre de 1593 - 14 de junio de 1604)
- Carlo Emmanuele Pio di Savoia (25 de junio de 1604 - 2 de octubre de 1623)
- Carlo de' Medici (2 ottobre 1623 - 17 ottobre 1644)
- Gian Giacomo Teodoro Trivulzio (17 de octubre de 1644 - 12 de diciembre de 1644)
- Rinaldo d'Este (12 de diciembre de 1644 - 12 de marzo de 1668)
- Federico d'Assia-Darmstadt (12 de marzo de 1668 - 14 de mayo de 1670)
- Paolo Savelli (14 de mayo de 1670 - 23 de mayo de 1678)
- Vacante (1678 - 1681)
- Urbano Sacchetti (22 de septiembre de 1681 - 28 de noviembre de 1689)
- Gianfrancesco Ginetti (28 de noviembre de 1689 - 18 de septiembre de 1691)
- Vacante (1691 - 1699)
- Henri Albert de La Grange d'Arquien (11 de abril de 1699 - 24 de mayo de 1707)
- Lorenzo Altieri (8 de junio de 1707 - 14 de noviembre de 1718)
- Vacante (1718 - 1721)
- Hugo Damian von Schönborn-Buchheim (16 de junio de 1721 - 10 de septiembre de 1721)
- Vacante (1721 - 1728)
- Antonio Banchieri (10 de mayo de 1728 - 16 de septiembre de 1733)
- Vacante (1733 - 1738)
- Carlo Rezzonico seniore (27 de enero de 1738 - 15 de mayo de 1747) Fue elegido papa Clemente XIII
- Mario Bolognetti (15 de mayo de 1747 - 1 de febrero de 1751)
- Domenico Orsini d'Aragona (26 de noviembre de 1753 - 24 de enero de 1763)
- Vacante (1763 - 1770)
- Giovanni Battista Rezzonico (12 de diciembre de 1770 - 21 de julio de 1783)
- Vacante (1783 - 1787)
- Romoaldo Braschi-Onesti (29 de enero de 1787 - 2 de abril de 1800)
- Marino Carafa di Belvedere (20 de julio de 1801 - 24 de agosto de 1807)
- Vacante (1807 - 1816)
- Pietro Vidoni iuniore (29 de abril de 1816 - 10 de agosto de 1830)
- Vacante (1830 - 1834)
- Nicola Grimaldi (23 de junio de 1834 - 12 de enero de 1845)
- Giuseppe Antonio Zacchia Rondinini (24 de abril de 1845 - 26 de noviembre de 1845)
- Vacante (1845 - 1847)
- Pietro Marini (12 de abril de 1847 - 19 de agosto de 1863)
- Vacante (1863 - 1874)
- Camillo Tarquini, S.J. (16 de enero de 1874 - 15 de febrero de 1874)
- Domenico Bartolini (31 de marzo de 1875 - 3 de abril de 1876)
- Vacante (1876 - 1879)
- Joseph Hergenröther (15  de mayo de 1879 - 1 de junio de 1888)
- Vacante (1888 - 1907)
- Gaetano De Lai (19 de diciembre de 1907 - 27 de noviembre de 1911)
- Vacante (1911 - 1922)
- Giuseppe Mori (14 de diciembre de 1922 - 13 de marzo de 1933); título pro illa vice (13 de marzo de 1933 - 30 de septiembre de 1934)
- Nicola Canali (19 de diciembre de 1935 - 3 de agosto de 1961)
- Vacante (1961 - 1967)
- Patrick Aloysius O'Boyle, título pro illa vice (29 de junio de 1967 - 10 de agosto de 1987)
- Vacante (1987 - 1994)
- Alois Grillmeier, S.J. (26 de noviembre de 1994 - 13 de septiembre de 1998)
- Zenon Grocholewski (21 de febrero de 2001 - 21 de febrero de 2011); título pro hac vice (21 de febrero de 2011 - 17 de julio de 2020)
- Silvano Maria Tomasi (28 de noviembre de 2020 - actual)